# غناء

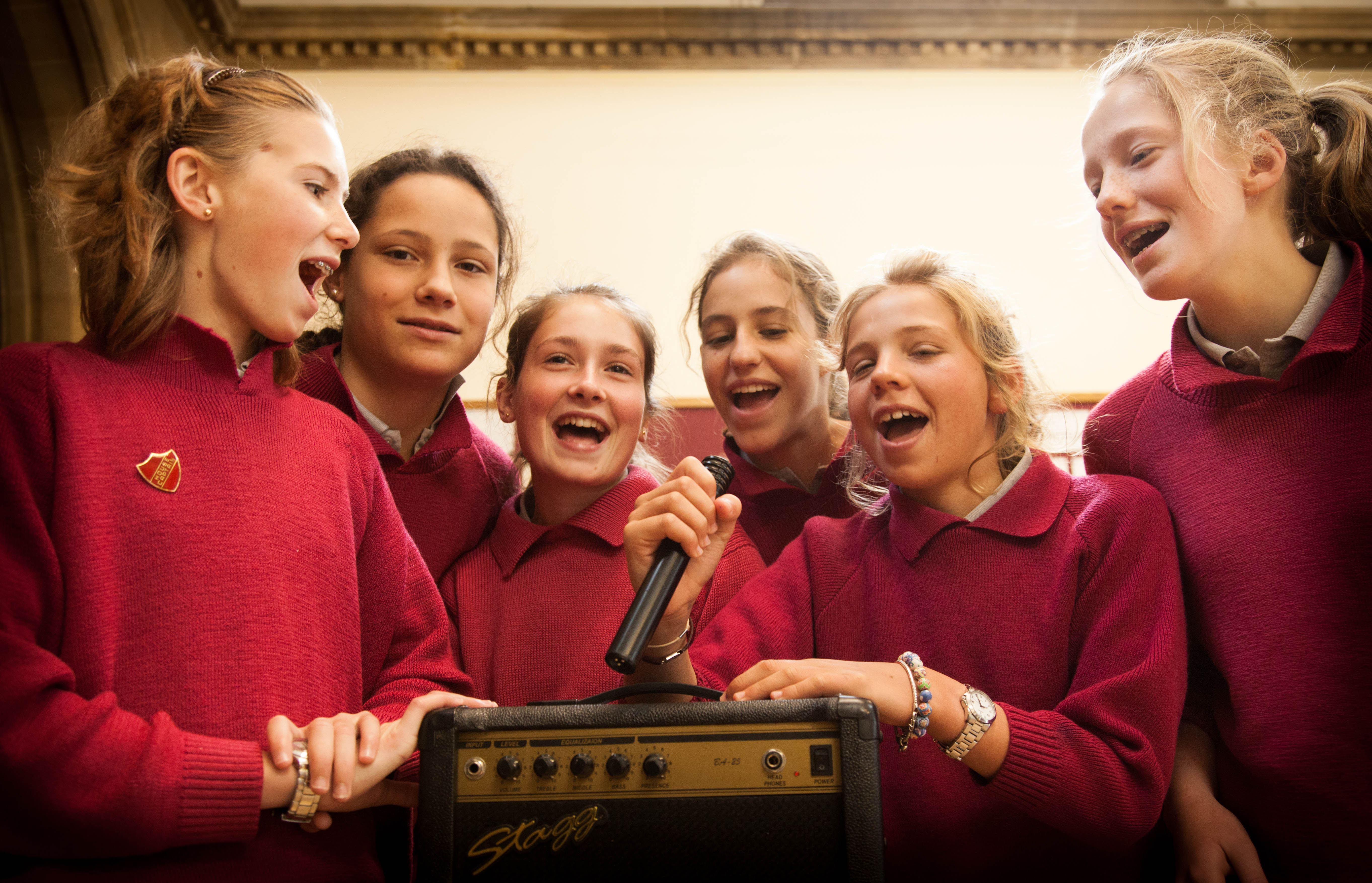
غناء أطفال.

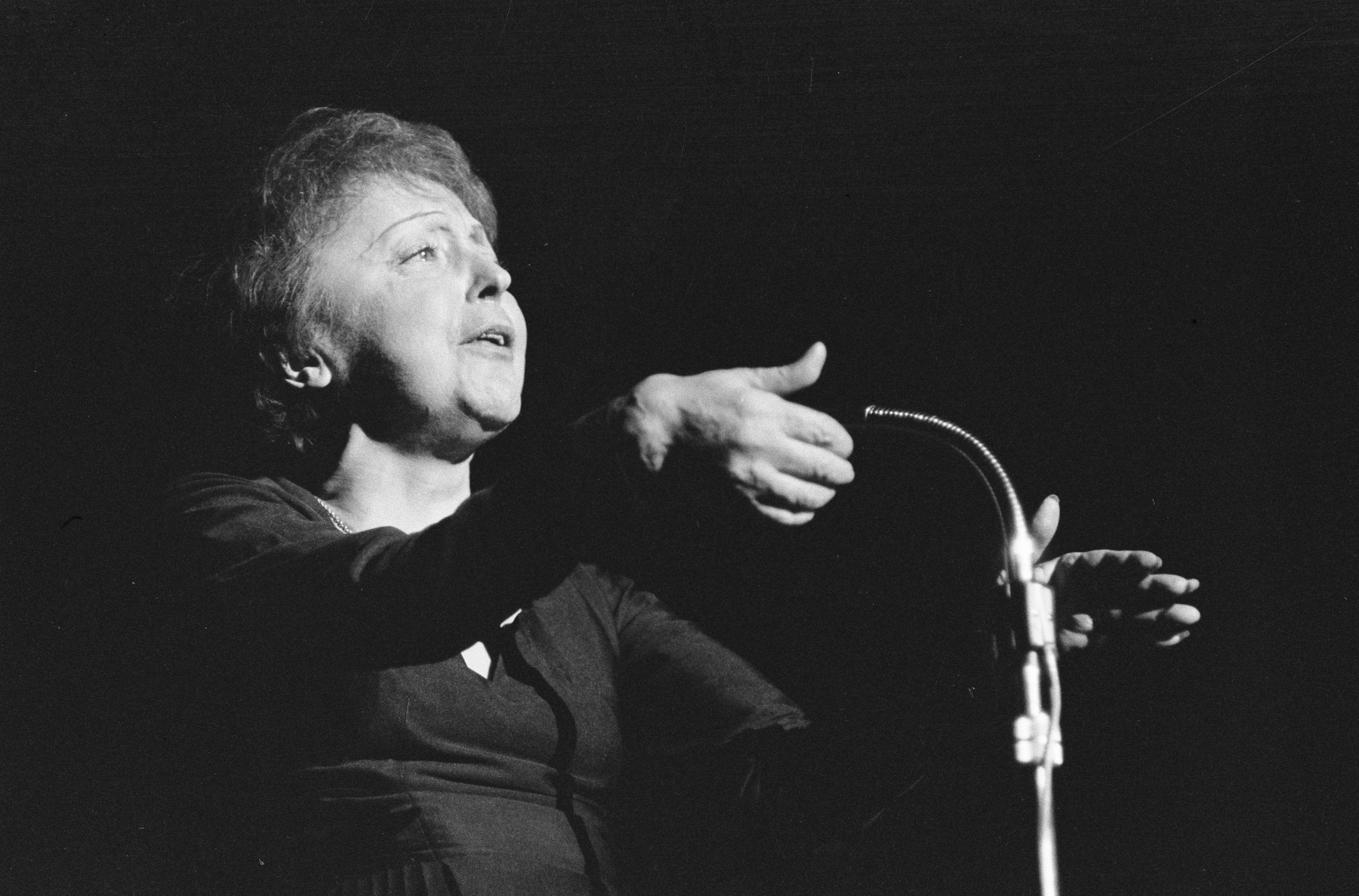
المغنية الفرنسية إديث بياف وهي تغني أمام الميكروفون عام 1962

الغناء هو إصدار صوت فن يدمج بين 3 عناصر أساسية هي الموسيقى والكلمة والصوت. والغناء شكل من الأشكال الطبيعية في التعبير، ويوجد في كافة المجتمعات والثقافات في كل أنحاء العالم. ويسمى من يمتهن الغناء بالمغني أو المطرب. وقد كان الغناء منذ القدم وسيلة للتعبير عن المشاعر سواء مشاعر الحب والانتماء والتبجيل والترنيم والهزل. وقد وجدت أنواع مختلفة من الغناء مثل طرب في العالم والأوبرا والبوب والروك والراب وغيرها. وتختلف الأنواع من بلد وثقافة ولغة لأخرى.
ويعرف اصطلاحا بأنه نطق الصوت والكلام في تتابع متناغم، ووفقًا لجسد الإنسان فالغناء تقنية تعتمد على استخدام الرئتين كمصدر للهواء (منفاخ)، للنفخ في الحنجرة (هزاز) والحبال الصوتية، على تجاويف الرأس والصدر (مكبر صوت)، وعلى اللسان، والحنك، والأسنان، والشفتين، يخرجون معًا الحروف الساكنة والمتحركة من مكبر الصوت بأسلوب منسّق.

## تاريخ الغناء عند العرب
الغناء بالنسبة للإنسان أداة التعبير عن الانفعالات النفسية في شتى مظاهرها، لأنَّه لون من ألوان التعبير الإنساني الفطري، فهو كالألفاظ والجمل التي تعبر عن الأفكار، ينشأ مثلها نشأة بدائية، ثمَّ يتطور وينضج تبعاً لتطور البيئة الاجتماعية والثقافية المرتبط بهما . والباحث عن نشأة الغناء العربي تعتريه صعوبات كثيرة، نظراً للبعد الزماني الذي يفصله عن الفترة التي ظهر فيها هذا الفن، إلا أن بعض إشارات أمهات كتب الأدب والتاريخ تؤكد أصالة هذا الفن كمروج الذهب للمسعودي والعمدة لابن رشيق، ومقدمة ابن خلدون. فقد نقل المسعودي عن “ابن خرداذبه” أن الحداء في العرب كان قبل الغناء وأنه أول السماع والترجيع فيهم، ثمَّ ما لبث أن اشتق الغناء منه وذكر أن غناء العرب كان النصب، وأنه ينقسم إلى ثلاثة أجناس الركباني، والسناد الثقيل، والهزج الخفيف.
أما ابن رشيق فقد خالف المسعودي في الرأي عندما قال إن النصب كان غناء الركباني والفتيان، ومنه كان أصل الحداء كله.
وقد ذكر ابن خلدون في مقدمته ما يفهم منه أن الحداء والنصب نوع واحد، فقال “وأما العرب فكان لهم أولاً فن الشعر ثمَّ تغنى الحداة منهم في حداء إبلهم، والفتيان في فضاء خلواتهم فرجعوا الأصوات وترنموا، وكانوا يسمون الترنم إذا كان بالشعر غناء”.
وقد أشار ابن رشيق إلى أول من رجع الحداء من الرجال فقال “إن أول من أخذ في ترجيعه مضر بن نزار، فإنه سقط عن جَمَل فانكسرت يده، فحملوه، وهو يقول وايداه، وايداه، وكان أحسن خلق الله جرماً وصوتاً، فأصغت الإبل إليه وجَدَّت في السير، فجعلت العرب مثالاً لقوله، هايداً هايداً يحدون به الإبل”.
وفي ما يتعلق بأول من غنى في الجاهلية من الرجال، فقد ذكر أبو الفرج الأصبهاني، صاحب كتاب الأغاني، أن أول من غنى باليمن “علس بن زيد” وكان يلقب “بذي جدن” لحسن صوته.
وذكر المسعودي وابن عبد ربه، أن أول من غنى من النساء هما الجرادتان وكانتا قينتين لمعاوية بن بكر على عهد عاد، ومن غنائها:
                   ألا يا قيل وَيْحكَ قم فَهَيْنم *** لعل الله يُصبحنا غماما
وإنما غنتا بهذا حين حبس عنهما المطر.

## أنواع الغناء عند العرب في الجاهلية

### الغناء الديني
من المعروف أن العرب في الفترة الجاهلية التي صورها القرآن الكريم وجلا الشعر الجاهلي عن بعض جوانبها - كانوا يقدسون الكعبة والأوثان القائمة فيها، وكذلك الأنصاب والصخور والأشجار “حيث كانت آلهتهم -على زعمهم- تقيم، وكانوا يعكفون عليها ويطوفون بها، ويرقصون حولها ويغنون لها، ويهللون ويلبون ثمَّ ينحرون عليها الذبائح، يقدمونها قرابين للآلهة”.

### الغناء الحربي
كانت الحرب بالنسبة للعربي ضرورة حتمية وحاجة طبيعية فرضتها عليه سنّة البقاء وإرادة الحياة، فهو يعيش فوق أرض قاحلة، لا تجود عليه بمرافق الحياة.  وتحت تأثير الأوضاع الطبيعية، أصبحت الحرب معزوفة الحياة فتغنى العربي بالشجاعة، وشاد بالإقدام، وتباهى بالجرأة وكل ذلك بواسطة ارتجازه للشعر، وفي هذا الهوس كان الجميع ينشد لحناً مشتركاً، ترافقه في حين زغاريد النساء اللائي يذهبن مع الرجال، إلى ساحة المعارك لإثارة الحماس والإقدام في قلوبهم- وقرع الطبول والدفوف في حين آخر. وأوضحُ نصٍّ على ذلك ما نقله أبو الفرج الأصبهاني عن ابن الكلبي بما يفيد أنه لما كان يوم التحالق أقبل الفند الزماني إلى بني شيبان، وهو شيخ كبير، قد جاوز مائة سنة، ومعه بنتان له شيطانتان من شياطين الإنس، حتَّى إذا اشتدت المعركة وتردد النصر، تقدمت إحداهما وخلعت ثيابها ورمتها وسط المعركة، وما لبثت أختها أن اقتدت ومشتا بين الصفوف عاريتين وهما تنشدان:
                           وغا وغا وغا وغا *** حر الجياد والبطاحا
                            يا حبذا يا حبذا *** المحلقون بالضحى
ثمَّ تجردت الأخرى وأقبلت تقول:
                                     إن تقبلوا نعانق *** ونفرش النمارق
                                     أو تدبروا نفارق *** فراق غير وامق

### غناء الندب والنواح
يكمن شعر الندب والنواح، في العادات والتقاليد الجاهلية، فقد ناحت الحرائر العربيات على قتلاهن، والنواح والندب ضربان من الغناء المحزن فقد ناحت نساء قريش على قتلى بدر، وناحت هند أم معاوية على أبيها وأخيها وفارعة بنت شداد على أخيها مسعود، وأم بسطام بن قيس الشيباني على ولدها بسطام، والخنساء بنت عمرو بن الشريد على أخويها صخر ومعاوية، وغيرهن كثيرات.

### غناء الولائم واللهو
لقد كان غناء الولائم واللهو يتمثل في الأعراس، والولادة، والختان، لأنَّ العرب كانوا يحتفون بهذه المناسبات، فيذبحون الذبائح ويدعون لها الناس، وتغنيهم فيها النساء، وكان لكل مناسبة من هذه المناسبات اسم خاص به، فقد ذكر ابن منظور أن الخرس طعام الولادة، والإعذار طعام الختان والنقيعة طعام الرجل ليلة إملاكه. وقد جمعت هذه الأصناف الثلاثة في بيت من الشعر أنشده ابن بري، قال فيه:
                       كل الطعام تشتهي ربيعة *** الخرس والإعذار والنقيعة
ومما يدل على أن العرب كانوا يغنون في هذه المناسبات ما روي عن الرسول(صلى الله عليه وسلم) قوله لعائشة “أهديتم الفتاة إلى بعلها؟”، قالت نعم، قال وبعثتم معها من يغني؟ قالت لا، قال أو ما علمتم أن الأنصار قوم يعجبهم الغزل؟ ألا بعثتم من يقول:                                 
أتــينــاكــم أتــيــنــاكــــم    نحييكم نحييكم
ولولا الحبة السمراء       لم نحلل بواديكم
وذكر ابن عبد ربه، أن النبي صلى الله عليه وسلم مرّ بجارية في ظل فارع وهي تغني:
                               هل عليَّ ويحكم      إن لهوتُ من حرج
فقال النبي صلى الله عليه وسلم: لا حرج إن شاء الله.

## وصلات خارجية
- مقالات في الأدب و الفن